# آرینو

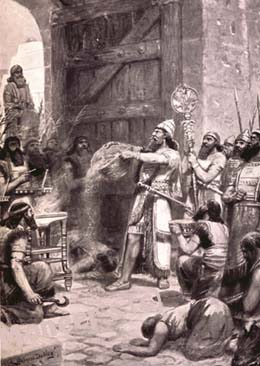
شلمنسر یکم خاک شهر آرینو را که با جنگ گرفته‌است به پای نیایشگاهی در آشور می‌ریزد

طبق سالنامه شلمنسر یکم، کشف شده در آشور، شهر باستانی آشوری در دجله و پایتخت سنتی امپراتوری آشور (در نزدیکی شهر شرقاط، عراق امروزی)، او در سال اول حکومتش هشت کشور در شمال‌غربی را فتح کرد و قلعه آرینو را که خاک آن را به آشور آورد، تخریب کرد.